# Ainsley Harriott
 (janvier 2018).
Si vous disposez d'ouvrages ou d'articles de référence ou si vous connaissez des sites web de qualité traitant du thème abordé ici, merci de compléter l'article en donnant les références utiles à sa vérifiabilité et en les liant à la section « Notes et références ».
Ainsley Harriott né le 28 février 1957 est un chef cuisinier anglais, présentateur de télévision et artiste. Il est connu comme présentateur des émissions de cuisine diffusés par la BBC Can't Cook, Won't Cook et Ready Steady Cook.

## Jeunesse
Harriott est né à Londres le 28 février 1957, il est le fils du pianiste et chanteur Chester Leroy Harriott (1933-2013) et de son épouse Peppy. Il a des origines jamaïcaines. Harriott s'est formé à Westminster Kingsway College (anciennement Westminster Technical College), et a fait un apprentissage au restaurant Verrey dans le West End. Puis il a travaillé comme commis de cuisine.

## Carrière
Harriott possède des talents de comédien, de chanteur et de cuisinier. Avec son ami d'école Paul Boross, il forme un duo musical, les Calypso Twins, et publie au début des années 1990 un disque à succès, World Party. Les Calypso Twins deviennent des artistes réguliers au Comedy Store et au Jongleurs (en), deux Comedy club britanniques. Ils jouent également aux États-Unis, à la télévision et à la radio. Harriott devient chef cuisinier au Long Room of Lord's Cricket Ground, un stade de cricket à Londres. Il est invité[Quand ?] à présenter More Nosh, Less Dosh sur BBC Radio 5 Live, et apparaît également comme extra dans Hale and Pace.

### Télévision
Harriott est chef résident sur Good Morning avec Anne et Nick, puis plus tard le principal présentateur de Can't Cook, Won't Cook (en) et Ready Steady Cook (en), deux spectacles impliquant des membres du public. Il présente d'autres programmes pour apprendre à cuisiner comme Ainsley's Barbecue Bible, Ainsley's Meals in Minutes, Ainsley's Big Cook Out et Ainsley's Gourmet Express.
Harriott joue le rôle d'un chef génétiquement amélioré dans la série de comédie de science-fiction Red Dwarf en 1993. 
En 1998, pour le dixième anniversaire de l'émission, Harriott présente une édition spéciale de Can't Cook, Won't Cook appelé Can't Smeg, Won't Smeg.
En 2000, Harriott fait ses débuts à la télévision américaine avec The Ainsley Harriott Show, produit par Buena Vista Television, émission qui dure plus de 100 épisodes. À la suite de cela, il continue à animer Ready... Set... Cook !, la version américaine de Ready Steady Cook. Ainsley est le chef invité de Something for the Weekend le 10 mai et le 21 février aux côtés des invités JLS. 
En février 2010, Harriott se joint à l'émission matinale GMTV with Lorraine, sur le thème des recettes culinaires. 
De 2002 à 2007, Harriott apparaît dans les publicités télévisées pour la marque Fairy Liquid.
En septembre 2008, Harriott est le sujet d'un épisode du documentaire sur la généalogie intitulé Who Do You Think You Are?. Harriott savait que son arrière-grand-père Ebenezer Harriott faisait partie du régiment colonial de l'Inde de l'Ouest, et avait supposé qu'il descendait des esclaves. Il confirma que son arrière-grand-père avait une brillante carrière militaire. À la Barbade et apprit qu'il s'était battu pour l'Empire britannique lors de la guerre fiscale de 1898 au Sierra Leone — une protestation de plus en plus violente contre l'impôt britannique dans le protectorat. Bien que Harriott ait supposé que son arrière-arrière-grand-père, James Gordon Harriott, était un esclave noir, il s'est révélé être le descendant d'une longue lignée de propriétaires blancs d'esclaves. James Harriott apparaît sur le registre de 1825, possédant huit esclaves. Les registres révèle que le père de James Gordon était George David Harriott, un acte de vente montre notamment que George Harriott a acheté des esclaves de son propre père alors qu'il n'avait que quatre ans. La famille Harriott venait de Jamaïque.
Harriott apparaît dans la dernière spéciale de My Family Christmas en 2010 Mary Christmas. 
Le 11 août 2015, il est annoncé comme étant le deuxième concurrent de la treizième série de Strictly Come Dancing. 
Le 5 septembre 2015, Harriott participe à l'émision avec la danseuse professionnelle Natalie Lowe pour la treizième série. Il est le quatrième candidat à être éliminé et termine douzième.

### Auteur
Harriott est un auteur à succès, publiant douze livres ainsi que de nombreux autres en conjonction avec ses émissions de télévision. En incluant les traductions en langue étrangère, il a vendu plus de 2 millions de livres dans le monde entier.

### Autres intérêts
Harriott est le président du Club des industries de la télévision et de la radio (TRIC) entre 2004 et 2005 et présente la cérémonie de remise des prix cette année-là. Il commercialise sa propre gamme de produits alimentaires, notamment du couscous, du risotto, des soupes et des barres de céréales.
Harriott joue le rôle du narrateur dans The Rocky Horror Show au New Theatre de Cardiff en mars 2010, au Churchill Theatre de Bromley en octobre 2010 et de nouveau au Richmond Theatre en novembre 2010.
Il fait une apparition dans la série de comédie radiophonique Giles Wemmbley Hogg Goes Off de la BBC en 2006.
Il est involontairement devenu un mème sur Internet, plus particulièrement un dank meme, de par son sourire jugé décalé, drôle et "malaisant" ainsi que par son expression culte "hehe Boi" .

## Vie privée
Harriott a épousé l'ancienne créatrice de costumes Clare Fellows, la plus jeune sœur de l'acteur comique Graham Fellows. Ils ont deux enfants. En novembre 2012, le couple se serait séparé et resterait en bons termes.
Harriott est un partisan d'Arsenal F.C.

## Filmographie
| Année      | Titre                                | Role                        |
| ---------- | ------------------------------------ | --------------------------- |
| 1988       | Hale & Pace                          | Extra                       |
| 1990–1991  | Davro                                | Extra                       |
| 1992–1996  | Good Morning with Anne and Nick      | Resident chef               |
| 1993       | Red Dwarf                            | Gelf Chief                  |
| 1994–2010  | Ready Steady Cook                    | Chef / presenter            |
| 1995–2000  | Can't Cook, Won't Cook               | Presenter                   |
| 1997       | Ainsley's Barbeque Bible             | Presenter                   |
| 1998       | Ainsley's Meals in Minutes           | Presenter                   |
| 1999       | Ainsley's Big Cook Out               | Presenter                   |
| 2000–2001  | Gourmet Express                      | Presenter                   |
| 2000–2001  | Ready.. Set... Cook!                 | Presenter                   |
| 2000       | The Ainsley Harriott Show            | Presenter                   |
| 2003       | The Mark Steel Lectures              | Robert Boyle                |
| 2005–2007  | City Hospital                        | Presenter                   |
| 2010, 2017 | Lorraine                             | Guest chef                  |
| 2013       | Great British Food Revival           | Presenter                   |
| 2015       | Ainsley Harriott's Street Food       | Presenter                   |
| 2015       | Strictly Come Dancing                | Contestant; 12th place      |
| 2015       | Len and Ainsley's Big Food Adventure | Presenter, with Len Goodman |
| 2016       | The Best Dishes Ever                 | Narrator                    |